# 경상남도함양교육지원청
경상남도함양교육지원청(慶尙南道咸陽敎育支援廳, Hamyang Office of Education)은 경상남도 함양군의 교육을 담당하기 위해 경상남도교육청 산하에 설치된 교육지원청이다.
교육장은 장학관으로 보한다.

## 연혁
- 1942년 12월 31일: 교육법 제정으로 지방교육자치제 실시
- 1952년 6월 4일: 함양군 교육구청 분리 발족
- 1952년 9월 1일: 함양군 교육구청 설립
- 1964년 1월 1일: 함양교육청 개청
- 2010년 9월 1일: 경상남도함양교육지원청으로 개칭

## 조직

### 본청
- 교육지원과
  - 교육과정담당
  - 교육지원담당
  - 평생체육담당
  - 보건급식담당
- 행정지원과
  - 행정지원담당
  - 교육재정담당
  - 교육협력담당

### 부속기관
- 특수교육지원센터
- 함양교육지원청영재교육원

### 소속기관
- 함양도서관
- 함양학생야영수련원

### 관내학교
초등학교
| - 금반초등학교 - 마천초등학교 - 백전초등학교 - 병곡초등학교 | - 서상초등학교 - 서하초등학교 - 수동초등학교 - 안의초등학교 | - 위림초등학교 - 위성초등학교 - 유림초등학교 | - 지곡초등학교 - 함양초등학교 |

중학교
| - 마천중학교 - 서상중학교 - 수동중학교 | - 안의중학교 - 함양여자중학교 - 함양중학교 |

## 같이 보기
- 교육부
- 경상남도
- 경상남도청
- 경상남도교육청